# SCORM
Sharable Content Object Reference Model (SCORM) — набір стандартів та специфікацій, розроблений для систем дистанційного навчання. Цей стандарт містить вимоги до організації навчального матеріалу та всієї системи дистанційного навчання. SCORM дозволяє забезпечити сумісність компонентів та можливість їх багаторазового використання: навчальний матеріал представлений окремими невеликими блоками, котрі можуть включатись у різні навчальні курси та використовуватись системою дистанційного навчання незалежно від того, ким, де та за допомогою яких засобів вони були створені. SCORM заснований на стандарті XML.

## Історія
Ініціативна група ADL почала розробку SCORM у 2003 році. У грудні 2004 року Міністерство оборони США наказало, щоб всі розробки в області електронного навчання (E-learning) відповідали стандарту SCORM. Перші версії SCORM (1.0, 1.1, 1.2) були тестовими, зараз вони не підтримуються ADL. На їх основі була розроблена версія SCORM 2004.

## Розділи SCORM 2004

### Overview
Ввідна частин стандарту. Тут зосереджуються загальні положення та ідеї SCORM.

### Content Aggregation Model (CAM)
Ця частина стандарту описує структуру навчальних блоків і пакетів навчального матеріалу.
Пакет може містити курс, заняття, урок, модульне навчання, модуль тощо. До пакету входять xml-файл (Manifest), де описана структура пакету, і файли, що складають навчальний блок.
Manifest містить:
- метадані (властивості компонентів навчального матеріалу)
- організацію навчального матеріалу (у якій подслідовності розташовані компоненти)
- ресурси (посилання на файли, які містяться у пакеті)
- sub-Manifest (xml-файл може міститись під-Manifest)

Блоки навчального матеріалу, що входять у пакет, можуть бути двох типів: Asset та Sharable Content Object (SCO). Asset — елемент матеріалу, це може бути текст, зображення, звуковий файл, flash-об'єкт тощо. SCO — це набір із декількох Asset. Крім того, SCO повинен підтримувати як мінімум запуск та завершення.

### Run-Time Environment (RTE)
Ця частина стандарту описує взаємодію SCO та системи навчання (Learning Management System, LMS) через програмний інтерфейс додатку (Application Program Interface, API). Вимоги SCORM RTE дозволяють забезпечити сумісність SCO та LMS, щоб кожна система дистанційного навчання могла взаємодіяти з SCO так само, як і будь-яка інша, що відповідає стандарту SCORM. LMS повинна забезпечити доставку необхідних ресурсів користувачеві, запуск SCO, відстежування і обробку інформації про дії учня.

### Sequencing and Navigation (SN)
Ця частина стандарту описує, як має бути організована навігація і надання компонентів навчального матеріалу залежно від дій учня. Вимоги SCORM SN дозволяють упорядковувати навчальний матеріал відповідно до індивідуальних особливостей.

### Conformance Requirements
Ця частина містить повний перелік вимог, що перевіряються ADL, на відповідність стандарту SCORM.